# Osterode am Fallstein
Osterode am Fallstein ist ein Ortsteil der Stadt Osterwieck im Landkreis Harz in Sachsen-Anhalt. Das Dorf liegt vier Kilometer östlich von Hornburg und 25 Kilometer nordwestlich von Wernigerode. Landschaftlich liegt es am nördlichen Rand des Großen Fallsteins und am westlichen Ende des Großen Bruches. Das kleine Dorf hat ca. 180 Einwohner.

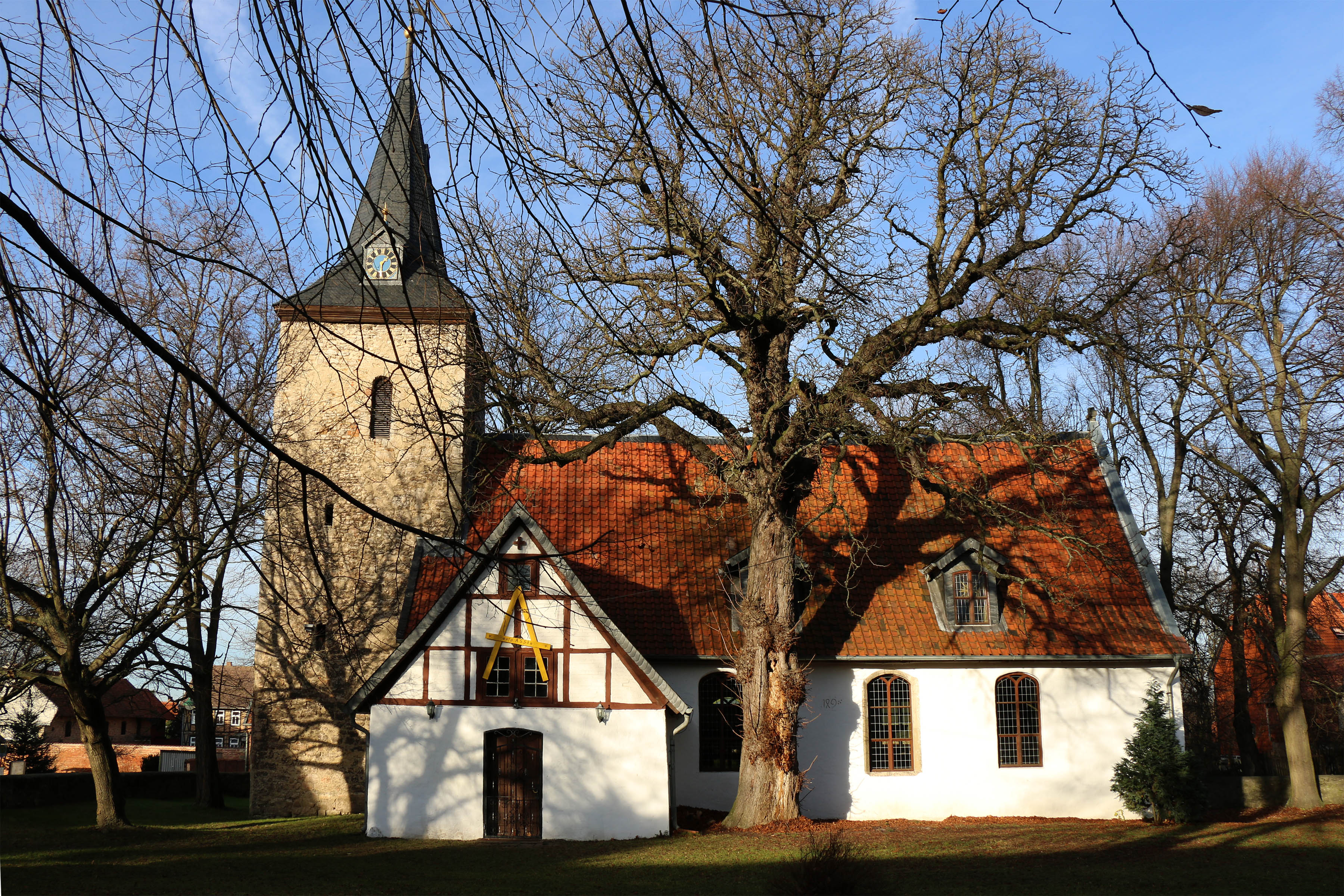
Dorfkirche in Osterode am Fallstein

## Geschichte
1136 wurde der Ort erstmals urkundlich erwähnt.
Anna Landmann aus Osterode war die letzte Frau, die 1597 in Hornburg der Hexenverfolgung zum Opfer fiel.
Bis zur Wiedervereinigung lag Osterode direkt an der innerdeutschen Grenze. Über 17 Jahre lang (vom 1. Juni 1973 bis zum 12. Juni 1990) war Osterode ein Ortsteil der Gemeinde Veltheim.
Den Zusatz am Fallstein erhielt der Ort am 23. Dezember 1997. Am 11. September 2003 wurde das Dorf ein Ortsteil der Gemeinde Aue-Fallstein, die am 1. Januar 2010 mit den anderen Gemeinden der Verwaltungsgemeinschaft Osterwieck-Fallstein zur neuen Stadt Osterwieck fusionierte.